# Roger Young
Roger E. Young (ur. 13 maja 1942 w Champaign) – amerykański reżyser, producent i scenarzysta filmowy i telewizyjny. 

## Życiorys
Urodził się w Champaign w stanie Illinois jako syn Irmy Young, sekretarki, i Lestera E. Younga, pilota. Dorastał na farmie swojego dziadka w Mahomet w Illinois. W wieku trzynastu lat przeprowadził się do Bloomington w Illinois, gdzie nauczył się grać w bilard i rywalizować w drużynie pływackiej. W 1965 ukończył studia licencjackie na wydziale dziennikarstwa na Uniwersytecie Illinois w Urbanie i Champaign. Pracował jako producent i reżyser w Channel 6, filii NBC w Indianapolis w stanie Indiana. Następnie przeniósł się do Chicago i został producentem dla agencji reklamowej Foote-Cone & Belding Advertising, gdzie zajmował się produkcją reklam. Później zaczął reżyserować reklamy dla firmy produkcyjnej Lippert–Saviano, a następnie dla Topel & Associates, po czym otworzył własną firmę producencką Young & Company, zajmującą się produkcją i reżyserią reklam.
W 1977 przeniósł się do Los Angeles i został zatrudniony jako współproducent przy telewizyjnym dramacie sportowym CBS Coś dla Joeya (Something for Joey) z Geraldine Page, Markiem Singerem i Kathleen Beller. Doprowadziło to do reżyserii serialu CBS Lou Grant (1978–1982), za który w 1980 otrzymał nagrodę Emmy za najlepszą reżyserię w serialu dramatycznym odcinka pt. „Gliniarz” („Cop”).

## Filmografia (reżyseria)

### Filmy
- 1988: Tożsamość Bourne’a
- 1999: Całując niebo

### Filmy TV
- 1985: Gułag
- 1992: Klejnoty (Danielle Steel’s „Jewels”, także scenariusz)
- 1995: Józef
- 1995: Mojżesz
- 1997: Salomon
- 1999: Jezus
- 2003: August pierwszy cesarz
- 2012: Barabasz

### Seriale
- 1980: Knots Landing (3 odcinki)
- 1980: Magnum (2 odcinki)
- 1983: Hardcastle i McCormick (2 odcinki)
- 1985–1989: Alfred Hitchcock przedstawia
- 2007: Podkomisarz Brenda Johnson (1 odcinek)
- 2007: Rzym (1 odcinek)
- 2009: Prawo i porządek (2 odcinki)
- 2010–2011: Prawo i porządek: Los Angeles (2 odcinki)